# Gaio Anzio Aulo Giulio Quadrato
Gaio Anzio Aulo Giulio Quadrato (Pergamo, ... – ...; fl. I-II secolo) è stato un politico romano vissuto tra il I e il II secolo d.C..
Originario della città di Pergamo, fu senatore, console nel 94 d.C. (suffectus) e, poi, nel 105 d.C., sotto il regno di Traiano, di cui fu amico.

## Biografia
Gaio Giulio Quadrato apparteneva all'élite della città di Pergamo · , potendo disporre di una consistente fortuna. Fra i notabili della città è quello più noto per il brillante cursus honorum. Il ceto superiore della città manteneva l'assegnazione dell'evergetismo della città riservata ai ricchi nativi della città stessa, di cui Quadrato faceva parte, e in sua memoria furono erette numero statue.
Fu nominato senatore dall'imperatore Vespasiano quando fu nominato pretore · .
Fu membro del collegio dei Fratelli Arvali, forse a partire dalla fine degli anni settanta, e anche Septemvir epulonum.
Fu legato del proconsole di Bitinia e Ponto, poi di quello d'Asia e legato aggiunto di quello di Cappadocia-Galazia · , tutte province molto vicine alla sua città di Pergamo.
Sotto Domiziano, fu proconsole di Creta e Cirenaica nell'84 o nell'85, poi di Licia e Panfilia dal 90 o 91 fino al 92/93. Fu console suffectus nel 94 ·  · .
Traiano lo nominò governatore imperiale (legatus augusti pro praetore) dell'importante provincia di Siria per quattro anni, tra il 100 e il 104 · , in sostituzione di Lucio Giavoleno Prisco. Gli successe poi in questa carica Aulo Cornelio Palma Frontoniano.
Traiano gli attribuì il consolato eponimo nel 105.
Fu forse poi proconsole d'Asia, territorio che corrispondeva all'incirca con l'antico regno di Pergamo, verso il 106 o il 109/110 · .
Fu molto vicino all'imperatore.

## Famiglia
Probabilmente è legato da parentela con Gaio Giulio Basso e il suo figlio presunto Gaio Giulio Quadrato Basso, entrambi originari di Pergamo. Il primo fu nominato senatore da Vespasiano e divenne proconsole in Bitinia verso il 98; il secondo fu console suffectus nel 105 e generale di Traiano. Può esserci della confusione tra le carriere di questi diversi senatori tutti originari di Pergamo.

## Onorificenze
In suo onore furono poste molte iscrizioni e statue nella sua città di Pergamo, dove organizzava regolarmente giochi in onore di Traiano e di Giove Amicale.